# Euodynerus posticus
Euodynerus posticus är en stekelart som först beskrevs av Herrich-Schäffer 1841.  Euodynerus posticus ingår i släktet kamgetingar, och familjen Eumenidae. Utöver nominatformen finns också underarten E. p. punctatissimus.